# Loretowallfahrt

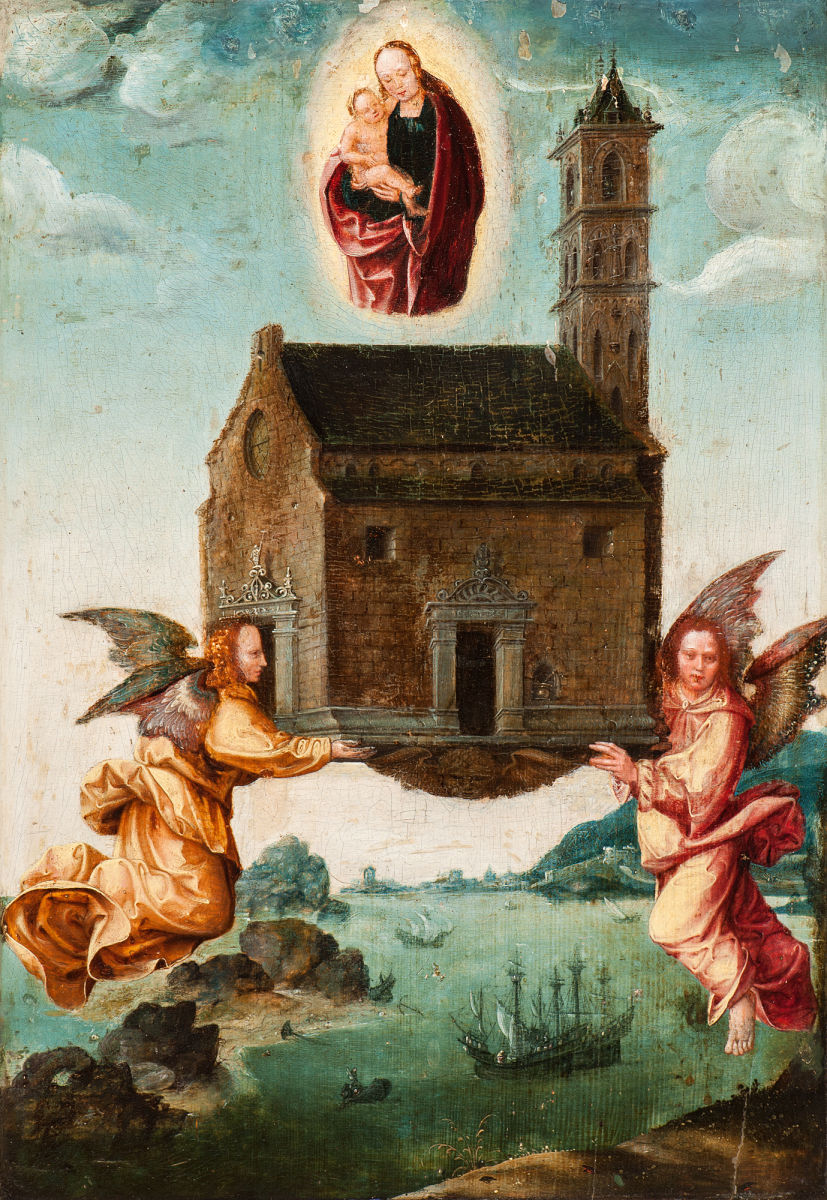
Überführung des Hauses der Maria nach Loreto, Gemälde aus dem 16. Jahrhundert

Loretowallfahrten führen zur Basilika vom Heiligen Haus in Loreto oder auch zu den nach ihrem Vorbild europaweit errichteten Loretokapellen.
Die Wallfahrt entstand aus der Verehrung Marias, der Mutter Jesu, und des Hauses, in dem sie aufwuchs und die Botschaft des Engels empfing. Dieses Haus, die Santa Casa, floh der Legende zufolge aus Nazareth, als im Jahr 1291 das Heilige Land an den Islam fiel. Es soll von Engeln fortgetragen und am 10. Mai 1291 in Trsat im heutigen Kroatien abgesetzt worden sein, in der Nähe von Rijeka. In der Nacht zum 10. Dezember 1294 sei das Haus verschwunden und in die Gegend von Recanati verlagert worden. Es erhielt dort den Namen domus lauretana, was entweder von einem „Lorbeerhain“ abgeleitet ist oder von einer Frau namens Laureta, auf deren Besitz das Haus gelandet war.
Das Haus wechselte noch mehrmals den Ort, weil sich die Besitzer als unwürdig erwiesen und sich um die Opfergaben der Pilger stritten.
Die Wallfahrt nach Loreto entstand Anfang des 14. Jahrhunderts. Die Kapelle, das „Haus Mariens“, stand in einer unbewohnten Gegend. Die Loretoverehrung setzte sich zunächst im Volksglauben durch. Ab Mitte des 15. Jahrhunderts entstand um die Casa Santa herum die heutige Basilika; das Heilige Haus erhielt eine kunstvolle Renaissance-Verkleidung. Im Jahr 1554 kamen die Jesuiten nach Loreto, die eifrig die Verehrung des Heiligen Hauses propagierten. Durch sie entstanden in vielen Ländern Loretokapellen als Nachbildungen mit eigenen Wallfahrten.
Der Festtag Unserer Lieben Frau von Loreto ist der 10. Dezember.